# Francisco Herrera Luque
Francisco José Herrera Luque (Caracas, 14 de diciembre de 1927-Caracas, 15 de abril de 1991) fue un médico-psiquiatra, novelista, ensayista y diplomático venezolano. Entre sus obras destacan las novelas: Boves, el Urogallo (1972), Los Amos del Valle (1979) y La Luna de Fausto (1983).

## Biografía
Hijo de Francisco Herrera Guerrero y María Luisa Luque Carvallo. En 1956 se casó con María Margarita Terán Austria de cuya unión nacieron cinco hijos. Estudió en la Universidad Central de Venezuela (UCV) y luego en la Universidad de Salamanca (1952) graduándose de médico. En Madrid se especializa en psiquiatría y produce diversos trabajos científicos. Su tesis de doctorado origina la obra Los viajeros de Indias (1961), que trata sobre las cargas psicopáticas que sobre la sociedad venezolana dejaron los conquistadores españoles. Su inquietud por conocer los orígenes de las personalidades de los habitantes de Hispanoamérica lo llevó al estudio de la herencia y la genética. 
Fundó la cátedra de psiquiatría de la UCV de la cual llegó a ser profesor titular y fue embajador de Venezuela en México a mediados de la década de los setenta. Como escritor y autor de novelas, su obra histórica está basada en la investigación veraz y documentada. Sus últimos libros: Los Cuatro reyes de la baraja, Bolívar en vivo, 1998 y El Vuelo del Alcatraz, son publicaciones póstumas. 
Durante los años finales de su vida y después de su muerte sus obras adquirieron gran renombre, convirtiéndolo en uno de los escritores más vendidos de Venezuela.[cita requerida] Su éxito fue combinar el sentido mitológico venezolano con los hechos reales de la historia, llenó el molde de la realidad con las fabulaciones colectivas del venezolano. Indagó más allá de la historia oficial de Venezuela y creó una narrativa paralela a ella. 
Combinó su faceta científica con la literaria, nunca descuidó el estudio de los orígenes de lo venezolano, que en su tesis se develaba estudiando las personalidades de los primeros habitantes de la colonia. Francisco Herrera Luque falleció en Caracas el 15 de abril de 1991, a causa de un ataque al corazón. 
En 1992 se crea la Fundación Francisco Herrera Luque para mantener el legado de este escritor venezolano.

## obras
- Los Viajeros de Indias (1961)
- La Huella Perenne (1969)

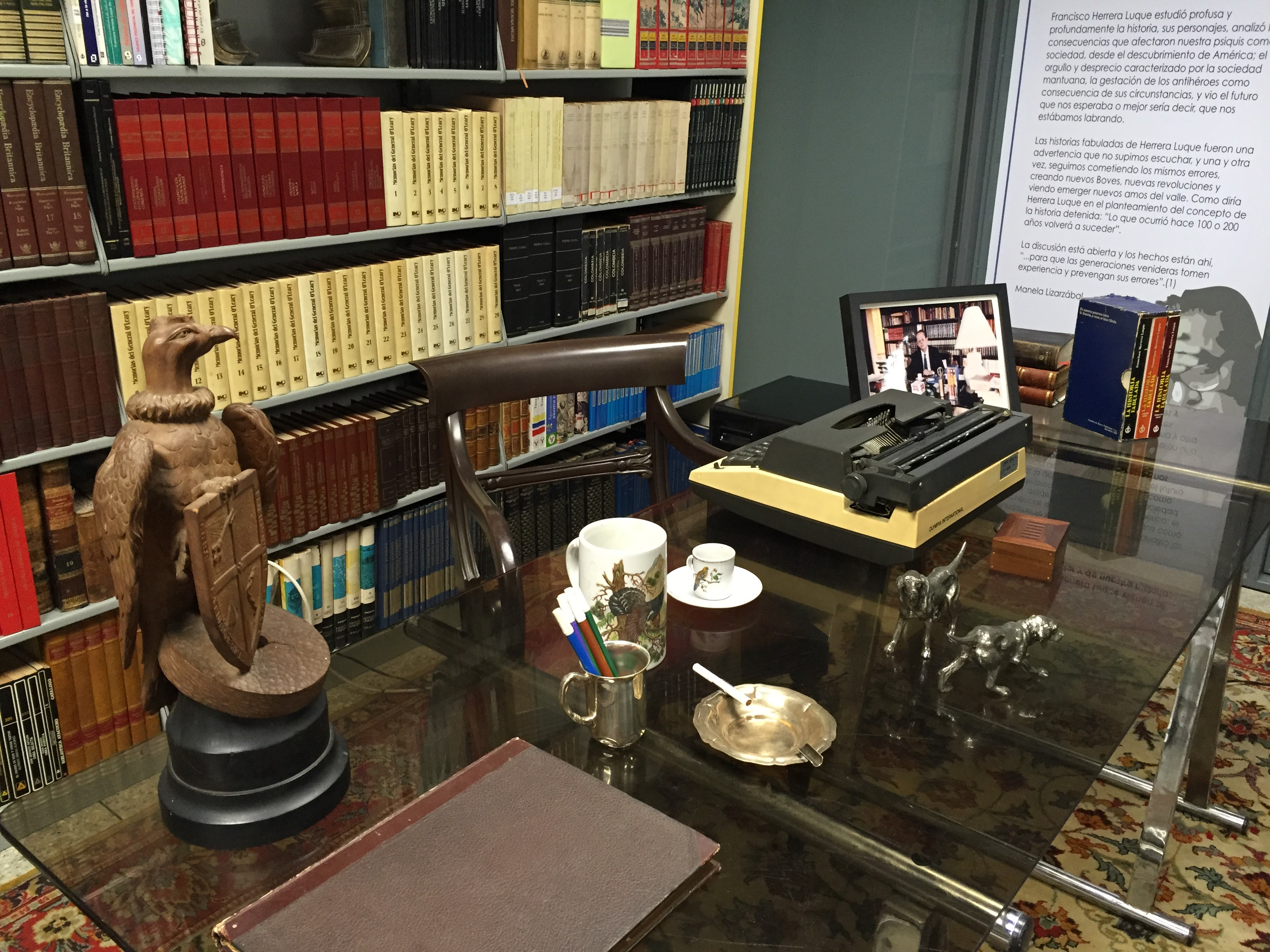
Recreación del despacho de Herrera Luque en la biblioteca que lleva su nombre.

- Las Personalidades Psicopáticas (1969)
- Boves, el Urogallo (1972)
- En la Casa del Pez que Escupe el Agua (1975)
- Los Amos del Valle (1979)
- Los Viajeros de India (1979)
- La Historia Fabulada (volúmenes I, II y III) (1981-1983)
- Bolívar de Carne y Hueso y otros Ensayos (1983)
- La Luna de Fausto (1983)
- Manuel Piar, Caudillo de Dos Colores (1987)
- Los Cuatro Reyes de la Baraja (1991)
- 1998 (1992)
- Bolívar en Vivo (1997)
- El Vuelo del Alcatraz (2001)